# 日本磨料工業

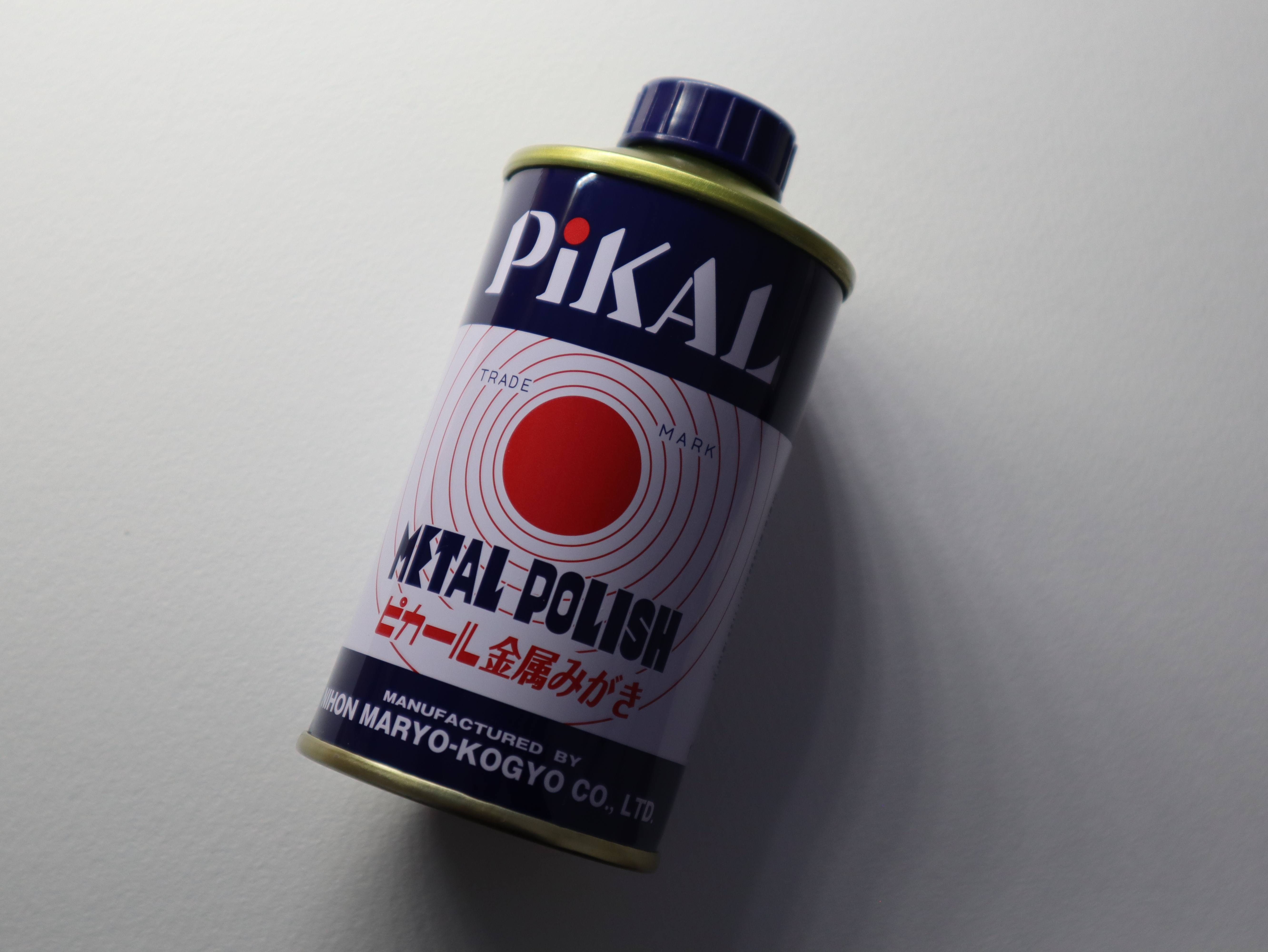
ピカール

日本磨料工業株式会社（にほんまりょうこうぎょう、英称：NIHON MARYO KOGYO CO.,LTD.）は、東京都港区に置く研磨剤メーカー。

## 概要
1949年に発売され、金属磨き用の磨料として知られる「ピカール」の製造元。

## 歴史・沿革
- 大正5年

齋藤孝太郎氏が東京府荏原郡大井町に齋藤金属磨料製造所として創業
- 大正8年

東京市外大井南浜川町に新工場を建設
- 大正10年

東京市芝区田町7丁目に事務所設置
- 昭和10年～昭和15年頃

現ピカール液の前身商品「油性ピカール液」、油性ネリ状金属磨き「ピカールネリ」開発
- 昭和19年

日本磨料工業株式会社と改組し、代表取締役社長に齋藤孝太郎氏就任
- 昭和22年

白棒等のバフ用研磨剤発売開始
- 昭和24年

東京都大田区大森西7丁目に大森工場を整備し稼働開始。ガラス＆銀器クリーナー「グラスターポリッシュ」発売開始。液状金属みがき「ピカール液」発売開始
- 昭和25年

自動車の塗装部分のキズ取り・汚れ落とし、補修塗装の下地処理剤「ラビングコンパウンド」発売開始
- 昭和30年

固形タイプカーワックス「ブライターワックス」発売開始
- 昭和32年

東京都港区高輪3丁目23番15号に本社を新築
- 昭和33年

エアゾールタイプのガラスクリーナー「グラスターゾル」発売開始。大阪支店（現：大阪営業所）を開設
- 昭和41年

名古屋出張所（現：名古屋営業所）を開設
- 昭和44年

福岡出張所（現：福岡営業所）を開設
- 昭和46年

広島出張所（現：閉所）を開設
- 昭和48年

代表取締役社長に齋藤孝氏就任。代表取締役会長に齋藤孝太郎氏就任。仙台出張所（現：閉所）を開設。エアゾール式ガラス・ボディクリーナー「グラスターゾル・オート」発売開始
- 昭和50年

東京支店（現：東京営業所）を開設。業務用液体油膜・虫取り・くもり止めクリーナー「瞬間油膜とり」発売開始
- 昭和53年

チューブ入り（クリーム状）金属磨き「ピカールケアー」発売開始
- 昭和54年

大阪営業所新築移転
- 昭和55年

仏壇専用の汚れ落とし・ツヤ出し専用「仏壇クリーム」・「仏壇クリーナー」発売開始
- 昭和57年

瞬間水アカ落としクリーナー「ブライターポリッシュ」発売開始
- 昭和58年

スプレー式カーワックス「ブライターシュット」発売開始
- 昭和60年

タイヤの保護・ツヤ出しワックス「TLワックス」発売開始
- 昭和63年

水アカ落としにワックスを配合した「ブライターカット」発売開始
- 平成2年

本社社屋改築
- 平成6年

ガラス・樹脂製品のノンシリコンタイプの汚れ落としクリーナー「グラスターNS」発売開始
- 平成7年

粉末状乾式バレル用研磨剤「Gパウダー」シリーズ発売開始
- 平成8年

瞬間真ちゅう・銅みがき「ピカールキレー」発売開始
- 平成11年

ボディーコート剤「カートリートメント」発売開始
- 平成18年

取締役会長に齋藤孝氏就任。代表取締役社長に齋藤修氏就任。フロントガラス、ボディーの虫、鳥の糞除去剤「虫取りクリーナー」発売開始。ボディ光沢復元剤「リフレッシュクリーム」発売開始
- 平成19年

液体コンパウンド「LCシリーズ」発売開始
- 平成20年

ピカール液リニューアル販売開始
- 平成21年

硬質金属用磨き「エクストラメタルポリッシュ」発売開始。生産・販売・管理の一元化を目的に新管理システム導入・運用開始
- 平成25年

グラスターゾルリニューアル販売開始。ホームページリニューアル
- 平成26年

浴室・洗面台の鏡用　鏡スッキリクリーナー「ピカーる鏡」発売開始。スクイジー専用ガラスクリーナー「グラスターSG-1000」発売開始。ノンガスタイプスプレー式ガラスクリーナー「グラスタースプレー」リニューアル販売開始。ハイポリマー配合コーティング・ワックス「ブライターシュット」リニューアル販売開始。つけ置きタイプ高級仏具みがき液「ピカールキレー専門店用150ml」リニューアル販売開始。
- 平成27年

グラスターゾル、グラスターゾルオート専用「ふきとり仕上げクロス」発売開始。
- 平成28年

解砕型ワイドレンジコンパウンド「LCW-M、LCW-F」発売開始。自動車専用モップ「ブライターモップ」リニューアル販売開始。
- 平成29年

超微粒子の研磨材＆ツヤ出しワックス配合「ピカールクロス」発売開始。ナンバープレート専用「ナンバープレート専用クリーナー」発売開始。ブライターモップ用補充オイル「ブライターモップ専用オイル」発売開始。自動車ガラスの油膜・撥水被膜除去用「グラスーストロングMG」発売開始。
- 平成30年

従来の「ピカール液」より、においを抑えた乳化性金属磨き「ピカールネオ」発売開始。
- 令和3年

液体コンパウンド「LC-070」（中間仕上げ用）発売開始。老朽化に伴う福岡営業所建て替え工事実施 新事務所運用開始。